# コンタクト (ミュージカル)
『コンタクト』（Contact）は、スーザン・ストローマン演出・振り付け、脚本ジョン･ウェイドマンによる「ダンス・プレイ」ミュージカル（バレエに分類する人もある）である。
1999年のワークショップでショーの一部が制作された後、9月にリンカーン・センター内のミッチー・E・ニューハウス劇場で開幕、次いで2000年3月30日には同センター内のヴィヴィアン・ボーモント劇場に移動してブロードウェイ進出を果たし、1,010回の公演を果たした。
『コンタクト』は非常に好評を得て、2000年のトニー賞ミュージカル作品賞を受賞した（他は下を参照）。
しかし『コンタクト』はアメリカの演劇世界に、ミュージカルを構成する要素とは何かという論争を巻き起こした。『コンタクト』では、オリジナルの音楽の代わりに既成の音楽と歌を使い、俳優は歌わず、最小限のセリフしか言わないからである。論争の結果、トニー賞に、劇場イベント賞という新たなカテゴリが作られた。
2001年3月6日、オリジナル・キャストによるアルバムが発売された。オリジナルの楽譜がまったくないショーのキャスト・アルバムという考え方自体が、異論の多い所であった。PBSは2002年9月1日、リンカーン・センターからのライブ放送として、ショーの千秋楽を放送した。『コンタクト』は全国公演へと移った。
ウェスト・エンド公演が2002年10月にクィーンズ劇場で開演、2003年5月10日に閉幕した。

## 構成、音楽、物語
『コンタクト』は最初、ストローマンの夫マイク・オクレントの部下が制作、調査、台本を担当していた。オクレントは短期間ワーナー・ブラザース社と取引があった。当時ニューヨークで流行中のスウィング・リバイバルに基づき、ミュージカル映画を撮る予定であった。ワーナー・ブラザースは、『コンタクト』の企画と、オクレントの部下が考えた『嘆きのテレーズ』のミュージカル映画を撮る企画とについて検討した。のちに『嘆きのテレーズ』案もまたストローマンにより、『ザウ・シャルト・ノット』として実現された。オクレントの映画の契約が解消されたのち、そのアイディアはストローマンに引き継がれた。
『コンタクト』は3つの独立したダンス・シーンで構成され、それぞれチャイコフスキー、ステファン・グラッペリ、スクイーレル・ナット・ジッパーズ、ロイヤル・クラウン・リビュー、ビーチ・ボーイズなど既成の音楽が使われている。
- Part 1 - Swinging

観客が入場、着席すると、舞台には、フラゴナールの『ぶらんこ』の絵がイーゼルに架けられている。Part 1はこの絵をモチーフにしており、舞台は18世紀フランスの森の空き地という設定である。Swingingの筋立てはセックスと秘密の身元とが関連した享楽的なもので、召使とその主人の両方が、互いに若い女性の愛情を得ようとするのである。事件のほとんどは、揺れるぶらんこの上で起こる。
- Part 2 - Did You Move?

Part 2の舞台は、1950年代のニューヨークの、とあるイタリアン・レストラン。三流どころのギャングとその妻の、虚しい結婚生活に焦点があてられる。暴力的な言葉を吐く夫から逃れる夢想にふける場面で、妻はところ狭しと踊りまわる。この時の音楽は、チャイコフスキーとグリーグの既成のオーケストラ曲である。
- Part 3 - Contact

Part 3の舞台は現代である。マンハッタンのアパートメントに住む男性の、充実したキャリアと、他人と「コンタクト」が取れない私生活の虚しさを取り上げている。アクロバティックなロックンロールのスウィングダンスが話題になった。
それぞれの物語で中心人物たちは、他者とつながりを持ちたいという願いを表現している。

## 受賞歴
ミュージカル作品賞と振付賞の受賞に加え、『コンタクト』の中心的俳優カレン・ジエンバ（Part2）とボイド・ゲインズ（Part3）がそれぞれミュージカル助演女優賞、助演男優賞を獲得した。『コンタクト』はまたドラマ・デスク・ミュージカル賞（Drama Desk Award for Outstanding Musical）、助演女優賞（Drama Desk Award for Outstanding Featured Actress in a Musical）、振付賞（Drama Desk Award for Outstanding Choreography）、照明賞（Drama Desk Award for Outstanding Lighting Design）も受賞した。
Part3で「黄色いドレスの女」役ですばらしいダンスを披露したデボラ・イェイツもカレン・ジエンバ同様、その年のトニー賞ミュージカル助演女優賞にノミネートされた。

## キャスティング
| - ジェイソン・アントゥーン Jason Antoon - ジョン・ボルトン John Bolton - ボイド・ゲインズ Boyd Gaines - ジャック・ヘイズ Jack Hayes - ロバート・ワーシンガー Robert Wersinger - スコット・テイラー Scott Taylor - デボラ・イェイツ Deborah Yates - カレン・ジエンバ Karen Ziemba - ステファニー・ミシェルズ Stephanie Michels - ショーン・マーティン・ヒングストン Sean Martin Hingston | - ヘレン・アンカー Helen Anker - ギャヴィン・リー Gavin Lee - マイケル・プリード Michael Praed - サラ・ウィルドー Sarah Wildor - リー・ジマーマン Leigh Zimmerman |

## 音楽
| 第1幕 Swinging - My Heart Stood Still Did You Move? - Anitra's Dance アニトラの踊り - Waltz Eugene エフゲニー・オネーギンのワルツ - Farandole ファランドール | 第2幕 - You're Nobody Till Somebody Loves You Contact - Put a Lid On It - Sweet Lorraine - Runaround Sue - Beyond the Sea - See What I Mean? - Simply Irresistible - Do You Wanna Dance? - Topsy - Sing, Sing, Sing シング・シング・シング |

## 日本における公演
日本では、2002年から劇団四季が上演を行っていた。Part1の内容について、ブロードウェイの観客からは何度も笑い声が起こったが、国民性の違いか日本ではあまり反応がなかったようである。